# Clevatess
Clevatess: Majū no Ō to Akago to Shikabane no Yūsha  (クレバテス−魔獣の王と赤子と屍の勇者− Kurebatesu: Majū no Ō to Akago to Shikabane no Yūsha?), conocida como Clevatess, es una serie de manga japonesa escrita e ilustrada por Yūji Iwahara. La serie comenzó a publicarse en el servicio Line Manga de Line Digital Frontier en agosto de 2020 y también se publica en el sitio web Comic Alive+ de Media Factory desde abril de 2024. Una adaptación televisiva de la serie de anime producida por Lay-duce se estrenó en julio de 2025.

## Sinopsis
Después de matar a un grupo de héroes y destruir un reino entero como venganza por atacar sus tierras, el rey demonio Clevatess acoge a un bebé perteneciente a la familia real del reino y resucita a una heroína llamada Alicia, a quien esclaviza para que pueda ayudarlo a cuidar al bebé mientras espera examinar a la humanidad más de cerca.

## Personajes
Alicia (アリシア Arishia?)
 Seiyū: Haruka Shiraishi, Alondra Hidalgo (español latino)
Clen (クレン Kuren?)
 Seiyū: Mutsumi Tamura, Danann Huicochea (español latino)
Clevatess (クレバテス Kurebatesu?)
Seiyū: Yūichi Nakamura, Erick Selim (español latino)
Luna (ルナ Runa?)
 Seiyū: Saya Aizawa, Lucía Suárez (español latino)
El Rey del Haiden (ハイデン王 Haiden Ō?)
 Seiyū: Jun Hashizume, César Terranova (español latino)
Stefan (ステファン Sutefan?)
 Seiyū: Mamoru Miyano, Diego Becerril (español latino)
Mirlo (ミルロ Miruro?)
 Seiyū: Yūki Ono, René Fouilloux (español latino)
Holgas (ホルガス Horugasu?)
 Seiyū: Kenta Miyake, Gamaliel Quintana (español latino)
Katz (カッツ Kattsu?)
 Seiyū: Yuma Uchida, Ernesto Medrano (español latino)
Mudo (ムド?)
 Seiyū: Yōhei Azakami, Julio Bernal (español latino)
Minark (ミナーク Mināku?)
 Seiyū: Shimba Tsuchiya, Pato Hitch (español latino)
Neruru (ネルル?)
 Seiyū: Aoi Yūki, Erika Langarica (español latino)
Broco (ブロコ Buroko?)
 Seiyū: Shigeru Chiba, Germán Fabregat (español latino)
Dorel (ドレル Doreru?)
 Seiyū: Hiroki Yasumoto, Gerardo Vásquez (español latino)
Maynard (メイナード Meinādo?)
 Seiyū: Chiharu Shigematsu, Daniel Lacy (español latino)
Naie (ナイエ?)
 Seiyū: Tomoyo Kurosawa, Susana Moreno (español latino)
Rod (ロッド Roddo?)
 Seiyū: Tomokazu Seki
Margo (マルゴ Marugo?)
 Seiyū: Miou Tanaka, Dafnis Fernández (español latino)

## Contenido de la obra

### Manga
Clevatess está escrita e ilustrada por Yūji Iwahara y El manga se publicó en la plataforma digital Line Manga el 12 de agosto de 2020; el primer volumen recopilatorio de tankōbon se publicó el mismo día. El séptimo y último volumen se lanzó digitalmente el 15 de abril de 2024. El manga también se publica en el sitio web Comic Alive+ de Media Factory desde el 24 de abril de 2024. Una nueva edición de volúmenes recopilatorios comenzó con el primero y el segundo el 5 de julio de 2024, seguido por el tercer volumen el 28 de agosto y el cuarto volumen el 28 de septiembre.

### Anime
Se anunció una adaptación a serie de televisión de anime el 2 de julio de 2024. La serie está producida por Lay-duce y dirigida por Kiyotaka Taguchi, con Keigo Koyanagi escribiendo los guiones de la serie, Souichirou Sako diseñando los personajes y Nobuaki Nobusawa componiendo la música. La serie se estrenó el 2 de julio de 2025 en AT-X y otras cadenas. El tema de apertura es "Ruler" interpretado por Mayu Maeshima, y el tema de cierre es "Destiny" interpretada por Ellie Goulding. Crunchyroll obtuvo la licencia de la serie en América del Norte, América Central, América del Sur, Europa, África, Oceanía, Oriente Medio, CEI, subcontinente indio y Sudeste Asiático.
El 18 de junio de 2025, se anunció que la serie había recibido un doblaje en español latino, la cual se estrenó el 2 de julio.